# الرومانية الكاثوليكية في باكستان

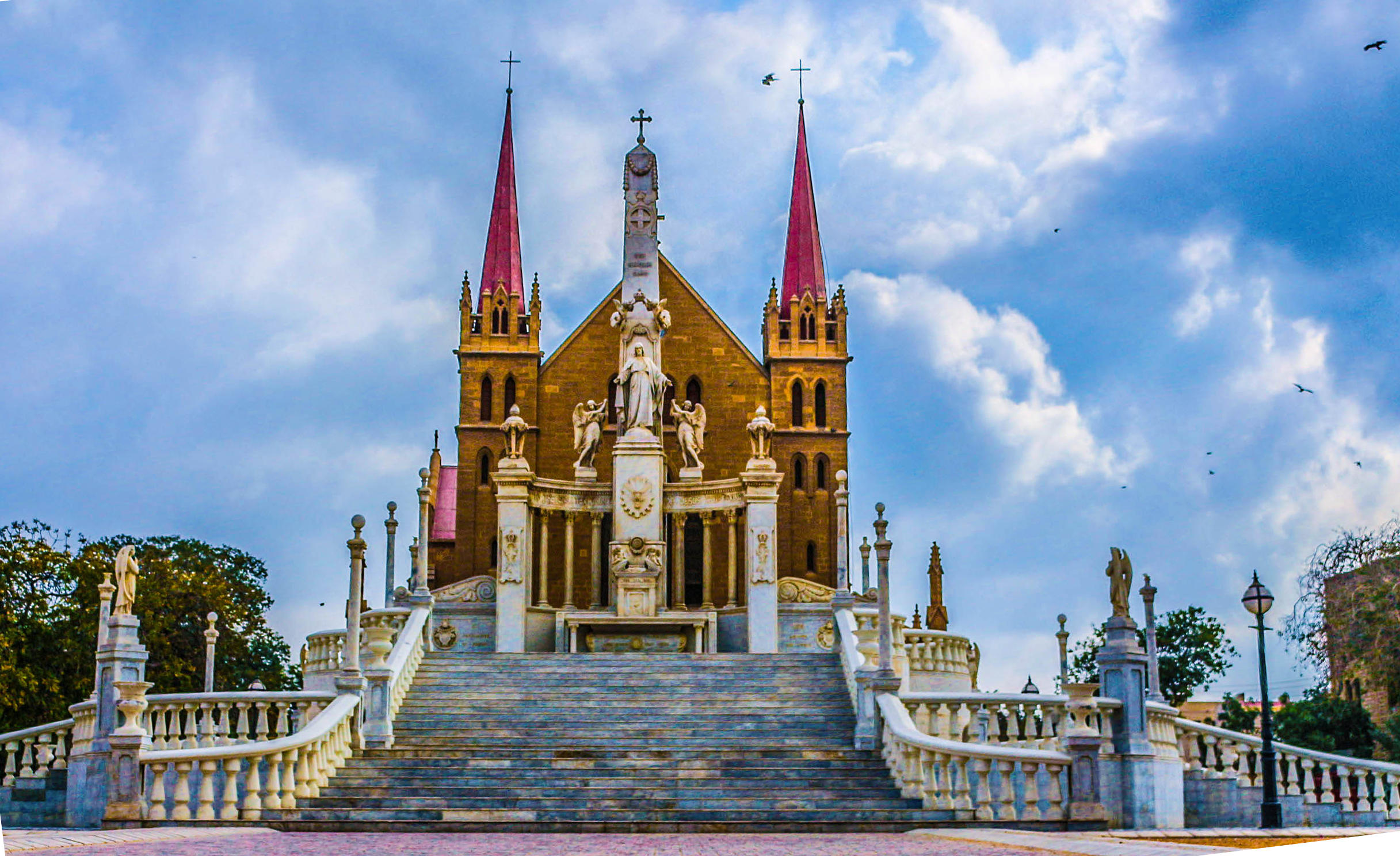
كاتدرائية سان باتريك، كراتشي.

الكنيسة الكاثوليكية الباكستانيَّة هي جزء من الكنيسة الكاثوليكية العالمية في ظل القيادة الروحية للبابا في روما والمؤتمر الأسقفي الباكستاني. يعيش في البلاد أكثر من مليون كاثوليكي، ويمثلون أقل من 1% من مجموع السكان، وحوالي نصف مسيحيين البلاد. هناك سبعة مقاطعات كنسيَّة في باكستان تتكون من مطرانيتين، وأربعة أبرشيات ونيابة رسوليَّة وتتبع جميعها طقوس اللاتينية. وقد زار البابا يوحنا بولس الثاني البلاد في 16 فبراير من عام 1981.
للكاثوليكية إرث عريق في مجال التعليم والرعاية الصحية. وفي بعض المنطاق الباكستانيَّة، تعتبر الكنيسة المزود الرئيسي للتعليم وأحيانًا أخرى يكون نظامها التعليمي أفضل من الحكومي. منذ القرن الثامن عشر، أدّت أنشطة الطوائف المسيحية المتنافسة في باكستان إلى تكثيف إنشاء مؤسسات النظام التعليمي المسيحي في البلاد. حتى يكون للمسيحيين البلاد نظامهم الخاص من المدارس والجامعات، والمؤسسات التعليميّة المسيحية والتي أدت وظيفة هامة بعضها تعتبر مؤسسات تعليمية مرموقة مثل مدرسة سان باتريك في كراتشي. وكان يتم فتح المدارس من قبل المبشرين الكاثوليك والبروتستانت، حيث كانت مهمة التعليم المسيحي ذات شقين؛ أولاً، كان وظيفتها إرساء أساس تعليم العقيدة المسيحية للتبشير بين الشعوب غير المسيحية من خلال تشكيل نظام تعليمي لجميع المستويات من المدرسة الثانوية إلى الجامعة. وثانيهما، رعاية تعليم المسيحيين المحليين. وتدير الكنيسة الكاثوليكية 534 مدرسة، وخمسة وثلاثين فندق، وثمانية كليات، وسبعة معاهد تقنية، وثمانية مراكز للتعليم المسيحي، وفقًا لإحصاءات عام 2008.